# Filippo De Pisis
Filippo De Pisis   (Ferrara, 11 de maig de 1896 - Milà, 2 d'abril de 1956) va ser un pintor i poeta italià, vinculat a la pintura metafísica. El seu nom de naixement era Luigi Filippo Tibertelli.

## Biografia
Va debutar el 1916 com a poeta, amb la col·lecció Canti della Croara. Després de la seva publicació, va entrar en contacte amb Giorgio De Chirico, Carlo Carrà i Alberto Savinio, que eren a Ferrara durant la Primera Guerra Mundial. El jove De Pisis es va convertir en el guia local d'aquests membres de l'avantguarda parisenca. Aquesta relació va portar a la breu aliança de Pisis amb l'escola de la pintura metafísica. Encara que no havia començat a pintar, De Pisis va celebrar salons informals als seus apartaments de Ferrara, on es van exposar per primera vegada la major part de les pintures metafísiques de Chirico.
El 1919 De Pisis es va traslladar a Roma, on va començar a pintar i on va conèixer el poeta Giovanni Comisso, que a partir de llavors serà un dels seus grans amics. Mentre que editors importants de la seva època van criticar De Pisis per produir una poesia extremadament sentimental, aquesta veta emotiva es va traslladar bé en la tela. De Pisis és conegut sobretot pels seus paisatges urbans, escenes marines metafísicament inspirades, i bodegons, especialment els que representaven a flors. La seva obra té una qualitat particularment aèria, del moment, i està carregada amb una espècie de patètic plaer-dolor. De Pisis també va executar un ampli cos d'obra menys coneguda, que comprenia esbossos homoeròtics del nu masculí.
De Pisis va passar la seva vida a Roma, París i Venècia. Va tenir un estil de vida molt extravagant; tenia com a mascota un lloro anomenat Coco, i a Venècia era un dels pocs residents que utilitzava una góndola. Tenia dos gondolers personals que treballaven per a ell 24 hores al dia, i que en lluïen una llibreta negra i or.
L'obra de Pisis es va mostrar dues vegades en la Biennal de Venècia: una vegada en vida del pintor, i una altra pòstumament.
L'obra de Pisis per a la Collezione Verzocchi el 1949-1950 es troba actualment a la Pinacoteca Civica de Forlì. Una gran part de la seva obra es troba també al Museu Filippo de Pisis a Ferrara.
Va morir a Milà després d'una llarga malaltia, el 1956.

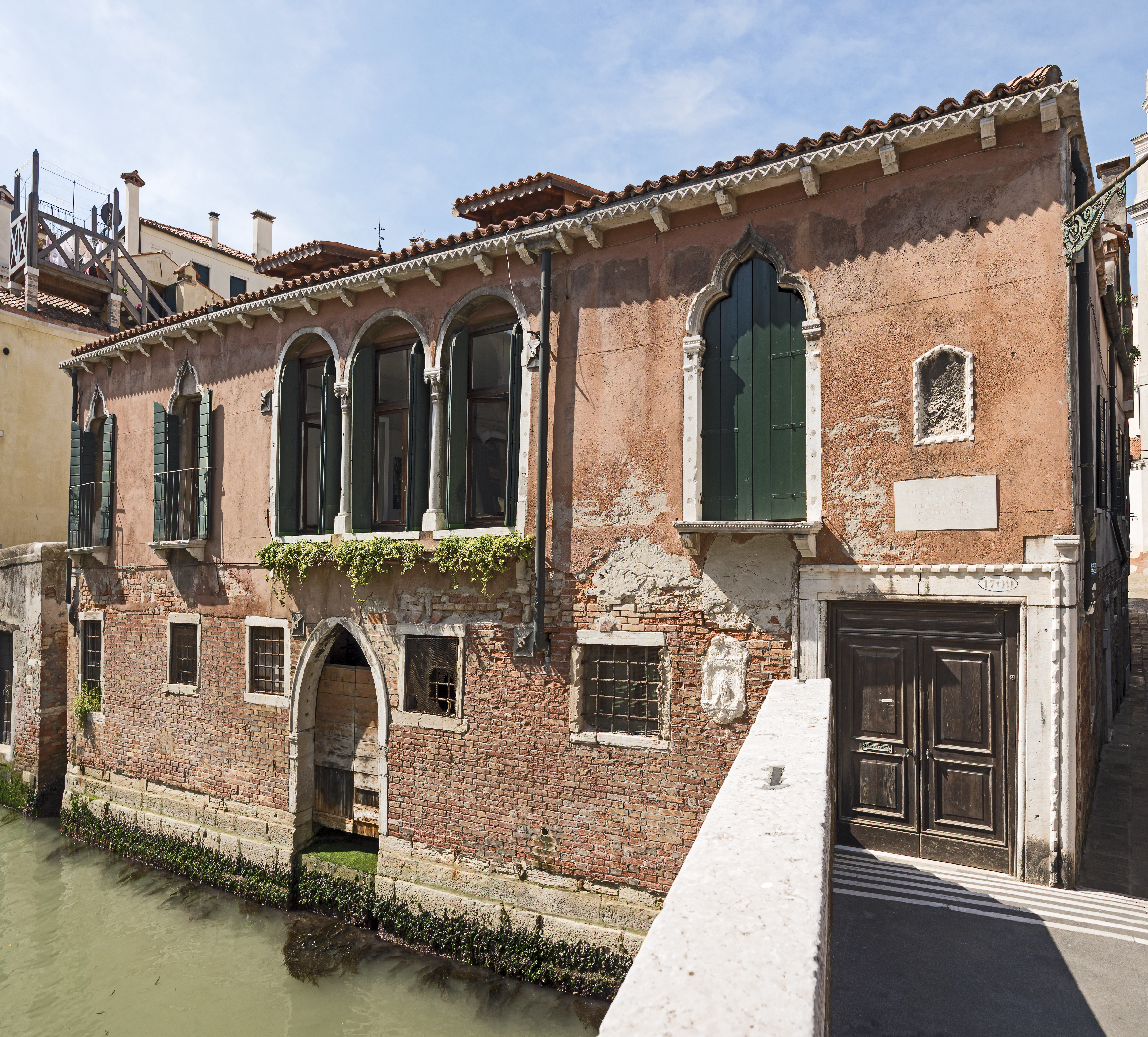
La casa de Filippo De Pisis a Venècia 1943-1949.